# Чарльз Рудольф Волгрін
Чарльз Рудольф Волгрін (9 жовтня 1873 — 11 грудня 1939) — американський бізнесмен і засновник Walgreens.

## Життєпис
Волгрін брав участь в іспано-американській війні. Потім він працював в аптеці Ісаака Блада в Чикаго. Walgreen придбав аптеку, коли Блад пішов на пенсію, а пізніше розширив бізнес, включивши всю мережу аптек. У 1927 році відкрито 110 Walgreens.
Дочка Волгріна Рут вийшла заміж за Джастіна Вітлока Дарта, який розпочав свою кар'єру в Walgreens. Дарт змінив роботу після розлучення з Рут Волгрін і згодом став власником конкуруючої мережі Rexall.
Онук Волгріна Джастін Вітлок Дарт мол. був активістом, який боровся за права інвалідів у США. Обидва сини Чарльз Рудольф Волгрін молодший. і онук Чарльз Рудольф Волгрін III продовжив стопи Волгріна як генеральний директор Walgreens.

## Інтернет-ресурси
- Charles Walgreen på Military.com
- American National Business Hall of Fame
- Labor Hall of Fame